# 線路と娼婦とサッカーボール
『線路と娼婦とサッカーボール』（せんろとしょうふとさっかーぼーる, 原題：Estrellas de La Línea, 英題：Railroad All-Stars）は、2006年のスペイン映画。監督はチェマ・ロドリゲス。
中米グアテマラの首都グアテマラ・シティの貧困街・リネアで娼婦をしていた女性たちが集結してサッカーチーム「リネア・オールスターズ」を結成し、社会問題を提起していくドキュメンタリー。

## 受賞
- マラガ・スペイン映画祭(2006年)
  - 特別表彰：チェマ・ロドリゲス
- 第54回サン・セバスティアン国際映画祭(2006年)
  - サン・セバスティアン賞：チェマ・ロドリゲス
- 第56回ベルリン映画祭(2006年)
  - 観客賞